# Samsung Galaxy A3 (2016)

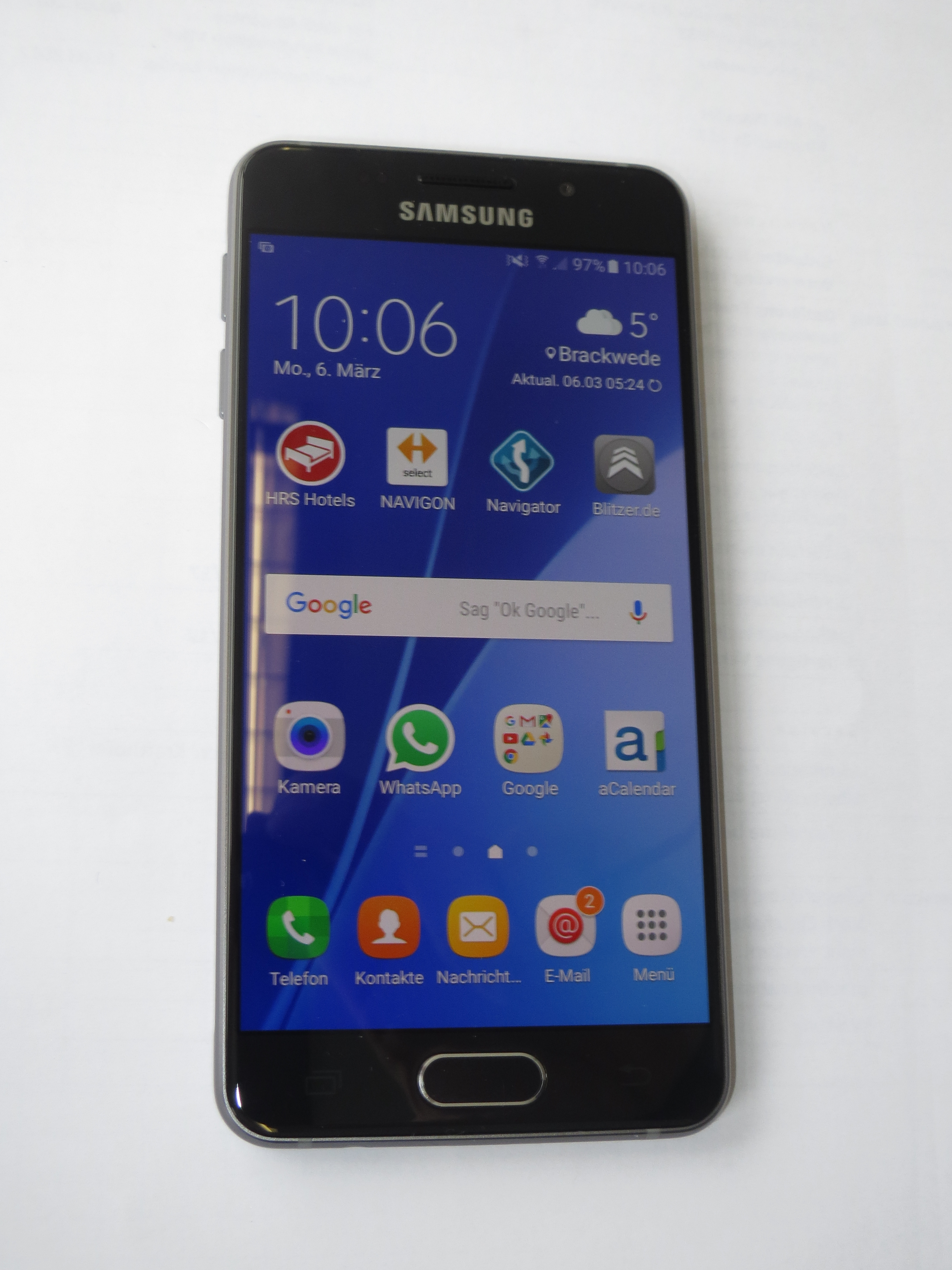
Přední strana telefonu

Samsung Galaxy A3 (2016) je smartphone s operačním systémem Android vytvořený společností Samsung. Byl představen 2. prosince 2015 spolu s Galaxy A5 (2016), Galaxy A7 (2016) a také Galaxy A9 (2016).

## Design
Galaxy A3 (2016) má tělo vyrobené z hliníku a skla. Má 4,7palcový displej, ten je chráněn sklem Corning Gorilla Glass 4, které je jak na zadní, tak i na přední straně telefonu.